# Umkirch
Umkirch é um município da Alemanha, no distrito da Brisgóvia-Alta Floresta Negra, na região administrativa de Friburgo, estado de Baden-Württemberg.

## Parque Rainha Augusta Vitória
O Parque Rainha Augusta Vitória, um monumento natural em propriedade privada, onde Augusta Vitória de Hohenzollern-Sigmaringen, esposa do último rei de Portugal D. Manuel II, construiu em 1934 um pequeno palácio no estilo de uma casa de campo inglesa  no sul do Castelo de Hohenzollern em uma parte do parque que nomeou Parque Fulwell recordando a sua estadia em Inglaterra.